# エミーリエ・フォン・ヘッセン＝カッセル

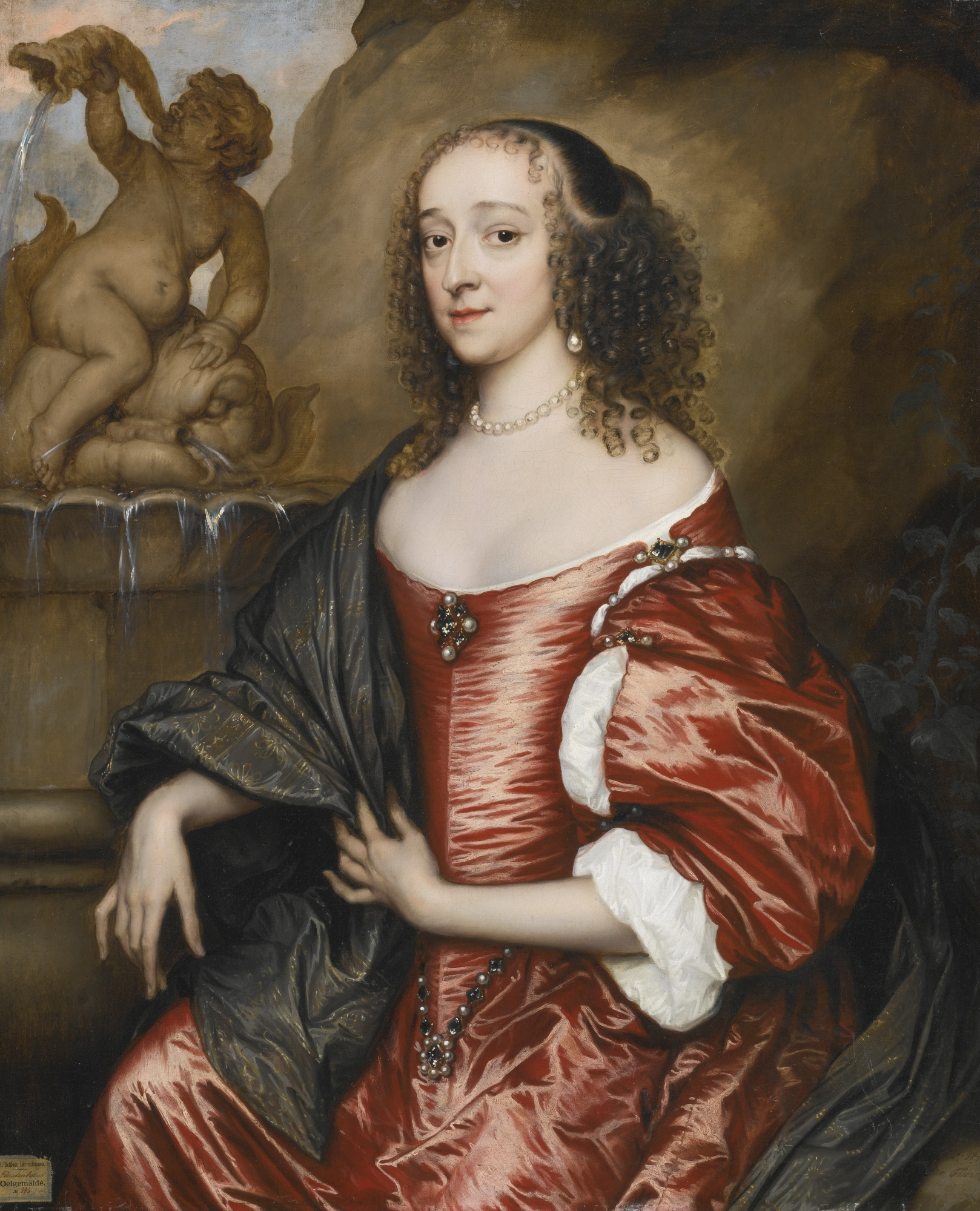
ターラント公妃エミーリエ、アドリアン・ハンネマン画、1656年

エミーリエ・フォン・ヘッセン＝カッセル（Emilie von Hessen-Kassel, 1626年2月11日 ヘルスフェルト - 1693年2月15日 フランクフルト・アム・マイン）は、ドイツのヘッセン＝カッセル方伯家の公女で、結婚に伴いフランスで生涯を送った。

## 生涯
ヘッセン＝カッセル方伯ヴィルヘルム5世と、その妻でハーナウ＝ミュンツェンベルク伯フィリップ・ルートヴィヒ2世の娘であるアマーリエ・エリーザベトの間の第5子・三女だが、兄姉は全員夭折していたので実質的な長女だった。
1648年5月15日、ユグノー派のフランス大貴族トゥアール公爵家の嗣子だったターラント公アンリ2世・ド・ラ・トレモイユと結婚。夫はヘッセン方伯軍に将軍として仕えていた。夫妻は共にオラニエ公ウィレム1世の曾孫で、又従兄妹同士だった。この婚姻により、カッセルの宮廷ではフランス語やフランスのモードの影響が強まることになった。エミーリエは夫に従い最初はオランダへ、次いでフランスに移った。
ユグノー信徒の侍女エレオノール・デミエ・ドルブリューズは、1665年エミーリエのデン・ハーグ訪問に随行した折、将来の夫となるリューネブルク侯ゲオルク・ヴィルヘルムに見初められたという。
1672年に未亡人となった後は、夏はヴェルサイユ宮廷で、冬はブルターニュ地方の所領ヴィトレのマリー城（Château Marie）で過ごした。近所に住む友人セヴィニエ夫人をしばしば訪ね、夏のバカンスは夫人の住むロシェ＝セヴィニエ城に必ずと言っていいほど滞在し、それ以外の期間は宮廷で過ごすようにしていた。1671年に王弟オルレアン公の後妻としてフランスに嫁いできた姪のリーゼロッテとも親しく付き合った。
1685年ルイ14世王がフォンテーヌブローの勅令を発してユグノー迫害政策を開始すると、プロテスタントだったエミーリエはドイツへの帰国を決意した。王は彼女にカトリックに改宗すれば、支給している相当額の年金を今まで通り与える、という条件を出したが、エミーリエはこれを拒んだ。姪のオルレアン公爵夫人や、長女を除く子供たちは皆すでにカトリックに改宗していたので、何とかエミーリエをカトリックに改宗させフランスに留めようと説得したが、無駄だった。彼女には30名の家臣がいたが、そのほとんどがエミーリエを見捨て、1686年1月のフランス出国時にはわずか6名しか随行しなかった。エミーリエは他の多くのフランス人ユグノー亡命者らとともに、駐仏ブランデンブルク大使エゼキエル・シュパンハイムの援助で国外に脱出した。
フランクフルト・アム・マインを終の棲家と定めると、手元に残った資金をヴァルド派難民の援助活動に投げうった。水痘のため67歳で亡くなり、遺骸は故郷のカッセルに移送された。

## 子女
夫との間に5子があった。
- シャルロット＝アメリー（1652年 - 1732年） - 1680年アントン1世・フォン・アルデンブルク伯爵と結婚
- シャルル・ベルジーク・オランド（1655年 - 1709年） - トゥアール公
- フレデリック＝ギヨーム（1658年 - 1738年） - タルモン公
- アンリエット＝セレスト（1662年生、夭折、双子）
- マリー＝シルヴィー（1662年 - 1692年、双子）

## 引用・脚注
1. ↑  Dirk Van der Cruysse: Madame sein ist ein ellendes Handwerck, Liselotte von der Pfalz. Eine deutsche Prinzessin am Hof des Sonnenkönigs. Aus dem Französischen von Inge Leipold. 14. Auflage, Piper, München 2015, ISBN 3-492-22141-6, S. 337